# Wellington Stapleton-Cotton
Wellington Henry Stapleton-Cotton, 2e vicomte Combermere (24 novembre 1818 - 1er décembre 1891) est un militaire britannique et un homme politique conservateur.

## Biographie
Il est né à Duncombe House, St. Thomas, Barbade,, le fils du maréchal Stapleton Stapleton-Cotton, 1er vicomte Combermere (alors gouverneur de la Barbade et des îles du Vent) et de Caroline, fille de William Greville. Il fait ses études à Audlem Grammar School, Cheshire, et au Collège d'Eton, puis à Christ Church, Oxford en 1837 avant d'entrer dans l'armée.
Il entre dans le 7th Hussars en 1837, et sert au Canada, où le régiment participe à la répression de la rébellion Papineau, avant de retourner en Angleterre en 1841, quand il entre dans le 1st Life Guards. Il est promu capitaine en 1846 et major en 1850, occupant un poste d'état-major en tant que secrétaire du Master-General of the Ordnance de mars à décembre 1852. Il est promu lieutenant-colonel en 1857, et colonel en 1861, se retirant de l'armée en 1866.
Tout au long de sa carrière militaire, il se distingue en tant que sportif acquérant la réputation d'être un bon tireur, un cavalier de chasse et un passionné de pêche à la mouche. Il est un chasseur de renard et souvent juré aux concours agricoles et à d'autres expositions à Islington et Birmingham.
En 1847, il est élu au Parlement pour Carrickfergus, un siège qu'il occupe jusqu'en 1857,. En 1865, il succède à son père dans la vicomté et entre à la Chambre des lords.

## Famille
En 1844, Lord Combermere épouse Susan Alice, fille de George Sitwell, 2e baronnet (1797-1853). Ils ont deux fils et deux filles. Elle est décédée en août 1869.
Lord Combermere survit à sa femme 22 ans et meurt d'une thrombose coronarienne à son domicile londonien de St James 'Place en décembre 1891, à l'âge de 73 ans, sept semaines après avoir été renversé par une calèche. Il est enterré à l' église St Margaret, Wrenbury, Cheshire. Il est remplacé dans la vicomté par son fils aîné, Robert.

### Photo du fantôme de Lord Combermere
Le 2e vicomte Combermere est devenu une célébrité posthume dans le cadre de "Lord Combermere's Ghost Photo", prise en 1891 par Sybell Corbet. Elle est la sœur de Lady Combermere et réside à l'abbaye de Combermere à cette époque. Elle installe son appareil photo avec son obturateur ouvert pendant une heure dans la bibliothèque de l'abbaye pendant que tout le personnel est absent, assistant aux funérailles de Lord Combermere à l'église St Margaret, à Wrenbury, à environ six kilomètres. Lorsque l'assiette est développée, l'image transparente d'un homme assis sur l'une des chaises de la bibliothèque est remarquée. De nombreux membres du personnel déclarent que l'image ressemble au défunt 2e vicomte et que l'apparition se trouve être assise dans la chaise préférée de Lord Combermere. Certains pensent qu'un domestique aurait pu entrer dans la pièce et s'asseoir brièvement sur la chaise, créant ainsi l'image. Cette idée est réfutée par les membres de la maison de Lord Combermere ,. Le père de Lord Combermere, le 1er vicomte, a lui-même été impliqué dans un mystérieux incident plusieurs années plus tôt alors qu'il était gouverneur de la Barbade lorsqu'il fit ouvrir le Caveau des Chase et l'examiner attentivement à la recherche d'une explication pour les "cercueils en mouvement" là-bas .